# Quarta puellaris
La quarta puellaris, locution latine utilisée en droit au sein du Royaume de Hongrie, désignait la part d'héritage que recevait une femme noble si elle contractait un mariage mixte avec un homme roturier.